# 甘糟記子
甘糟 記子（あまかす のりこ、1974年9月24日 - ）は、日本のファッションモデル・タレント。フロント（エスプリ・ディヴィジョン）所属。

## 略歴
京都府にて出生し、神奈川県藤沢市で育つ。湘南白百合学園幼稚園、湘南白百合学園小学校、湘南白百合学園中学・高等学校卒業。白百合女子大学文学部仏文科在籍時から「non-no」の専属モデルとして活躍。現在は雑誌モデルのほか、TVレポーター、カフェオーナー、ファッションデザイナーなど、幅広く活躍している。

## 私生活
- 大叔父は日本画家の三輪良平（1929 - 2011）[2]。
- 中学・高校時代はバスケットボール部に入っていた[3]。
- 2010年10月10日[4]、秋田県出身の一般男性[5]と入籍。2011年1月13日に第一子（男児）[6]、2014年2月21日に第二子（女児）[7]を出産した。

## 交友関係
- 同じ事務所で1歳下の橋本優子と仲が良く、ブログで「優子様」と紹介する程である[8]。
- 『世界・ふしぎ発見!』にも出演する浜島直子とは、所属事務所や活躍していたファッション誌こそ違うものの、大の仲良しである[9]。
- ともさかりえとは“食いしん坊仲間”と呼ぶほどの仲で、ともさかの家に手作りのパンを送ったこともある[10]。

## 出演歴

### テレビ番組
- 日立 世界・ふしぎ発見!（TBS系）　ミステリーハンター（現在までに6回出演し、出演回数歴代25位）

1. 2004/08/21 第884回『コロッセオ　封印された記憶を求めて』
2. 2006/03/25 第955回『緊急レポート　オーストラリア　遥か二万年の足音を聴け！』
3. 2006/07/01 第967回『スリランカ　知られざる仏教大国の素顔』
4. 2007/02/24 第999回『ウインター・ワンダーランド　極寒カナダ大紀行！』
5. 2007/07/14 第1016回『古代ローマ地下探検　闇に眠る永遠の都』
6. 2008/03/22 第1047回『未来都市ドバイ　新世紀のアラビアンナイトへようこそ』

### CM
- ソニー損保「ガン重点医療保険」（2007年）[11]

### 雑誌
- non-no
- with
- ESSE